# Leverkorv

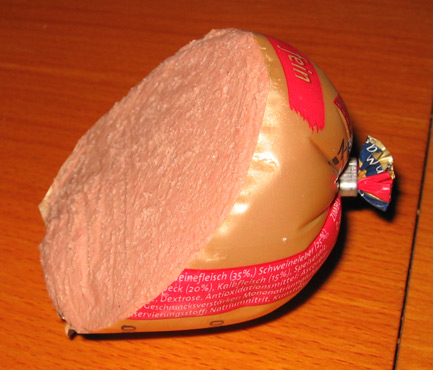
En bit bredbar leverkorv

Leverkorv är ett smörgåspålägg som främst består av svinlever och fett. Andra ingredienser som leverkorv kan innehålla är bacon och andra köttsorter samt kryddor som till exempel mejram och timjan.
Historiskt tillagades leverkorv genom att levern kokades och fick svalna. Därefter revs den på rivjärn och blandades ibland med fläskkött. Korvsmeten kunde även innehålla korngryn, fläsk, lök, peppar och salt. Korvarna lades sedan i kallt vatten, kokade i två timmar och lades i saltlake. I Sverige är leverkorv särskilt känt i södra Sverige. Den kunde också ha regionala namn som kokekorv i Småland och pölsekorv i Västergötland.